# Alava, Ștefan Vodă
Alava este satul de reședință al comunei cu același nume  din raionul Ștefan Vodă, Republica Moldova.

## Istorie
Se zice că denumirea provine de la o vale care se numea „Gura Alau”. Prima mențiune a localității a fost în 1864. Săpăturile de la movila mare aflată în preajma satului au dat însă mărturii ale urmelor umane începând cu mileniul al III-lea î.Hr. și până în sec. al XIV-lea d.Hr.

## Geografie
Alava este un sat și comună din raionul Ștefan Vodă. Satul are o suprafață de circa 0,62 kilometri pătrați, cu un perimetru de 3,62 km. Localitatea se află la distanța de 10 km de orașul Ștefan Vodă și la 87 km de Chișinău.

## Demografie

### Structura etnică
La recensământul populației din 2004, populația satului constituia 381 de oameni, dintre care 50.39% - bărbați și 49.61% - femei.:
| Grup etnic                                               | Populație | % Procentaj  |
| -------------------------------------------------------- | --------- | ------------ |
| Băștinași declarați Moldoveni Băștinași declarați Români | 212 4     | 55,64% 1,05% |
| Ucraineni                                                | 135       | 35,43%       |
| Ruși                                                     | 24        | 6,30%        |
| Găgăuzi                                                  | 5         | 1,31%        |
| Alții                                                    | 1         | 0,26%        |
| Total                                                    | 381       |              |